# Station De Pinte
Station De Pinte is een spoorwegstation langs spoorlijn 75 (Gent - Moeskroen) in de gemeente De Pinte. De spoorlijn 86 splitst hier af van spoorlijn 75.
Het station werd geopend in 1839 bij de aanleg van de spoorlijn van Gent-Zuid naar Kortrijk. In 1857 werd er ter hoogte van De Pinte een aftakking naar Oudenaarde aangelegd zodat een dubbele verbinding met Gent tot stand kwam. Het eerste stationsgebouw voldeed niet meer en er werd in dat jaar dan ook een nieuw en groter station gebouwd. Door de aanleg van de Stationsstraat in 1875 werd het station beter bereikbaar. Na meer dan een eeuw dienst te hebben gedaan, werd er in 1980 een nieuw stationsgebouw gebouwd waarna het oude gesloopt werd. Er zijn twee loketten en er is een stationomroep(st)er aanwezig.
Sinds eind 2021 zijn de loketten van dit station gesloten en is het een stopplaats geworden. Voor de aankoop van allerlei vervoerbewijzen kan men bij voorkeur terecht aan de biljettenautomaat die ter beschikking staat, of via andere verkoopkanalen.
De Pinte beschikt over een verbindingstunnel zodat de sporen veilig overgestoken kunnen worden. Deze gang doet tevens dienst als fietstunnel. Ze geeft een nette indruk en is voorzien van lange oprijhellingen zodat ook rolstoelgebruikers de perrons kunnen bereiken.
Op diverse plaatsen zijn fietsenstallingen geplaatst. Links en rechts van de hoofdingang bevinden zich 2 overdekte verlichte fietsenstallingen (aan beide kanten ongeveer 140 plaatsen). Ook de hoofdingang beschikt over een fietsenrek (40-tal plaatsen). Tot slot zijn aan de overzijde van de sporen in de Florastraat nog een 90-tal plaatsen beschikbaar.
Sinds 2022 stoppen de toeristentreinen tijdens de zomerperiode enkel nog tijdens de week en niet langer tijdens het weekend in het station van De Pinte.
In 2024 zullen de perrons integraal toegankelijk gemaakt worden. Dit zal het comfort van het station sterk verhogen.

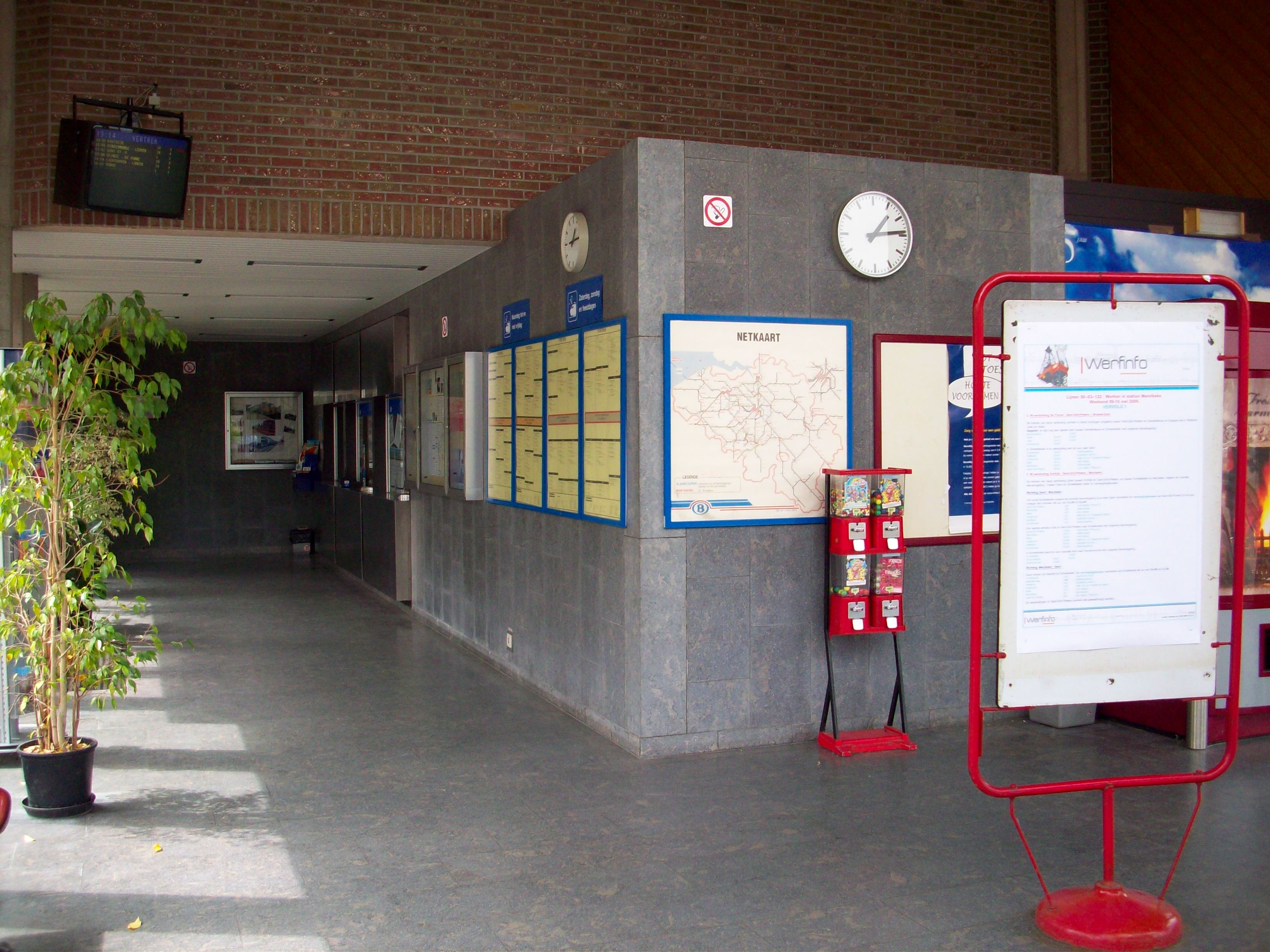
Stationshal met loketten
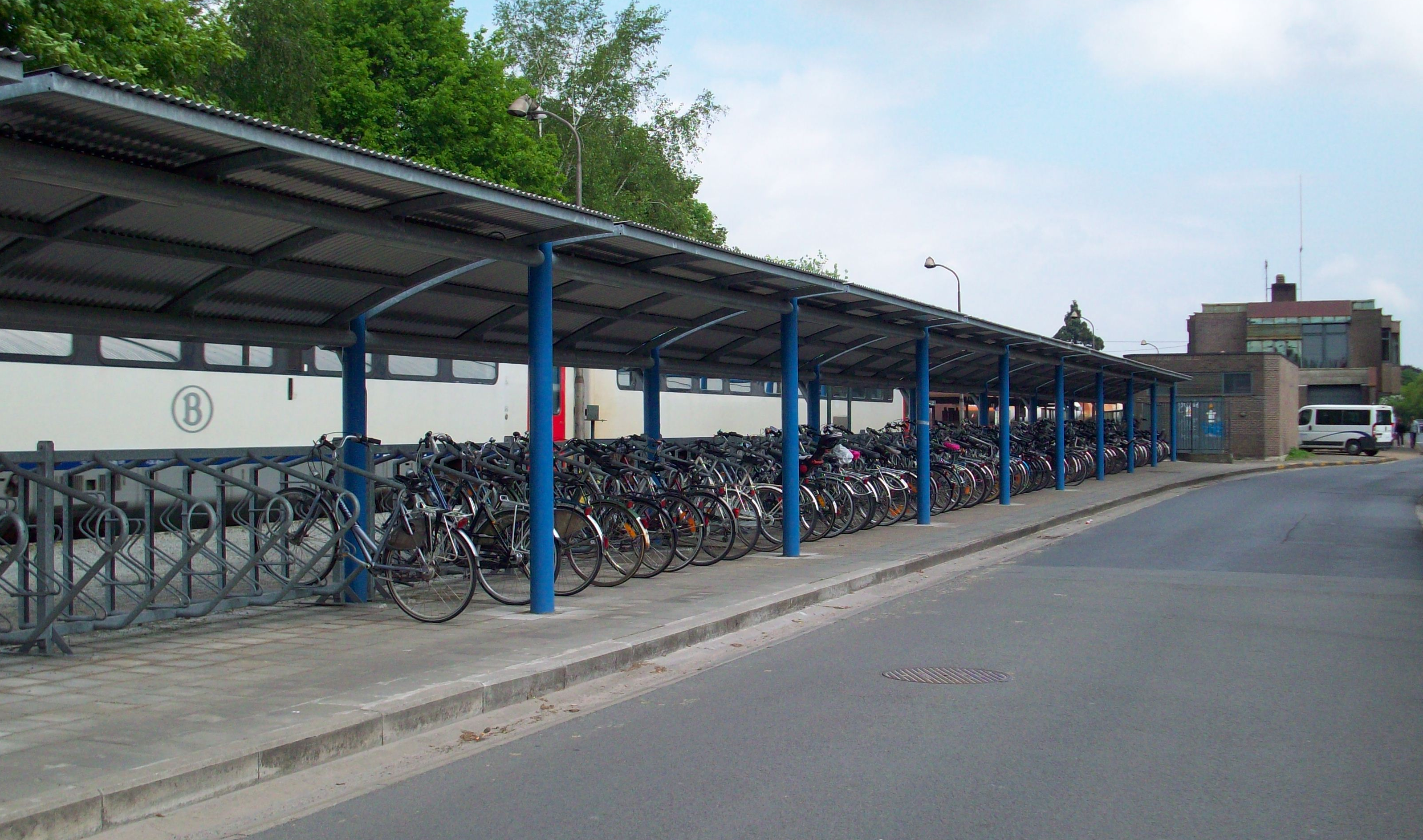
Een van de vele fietsenrekken in station De Pinte
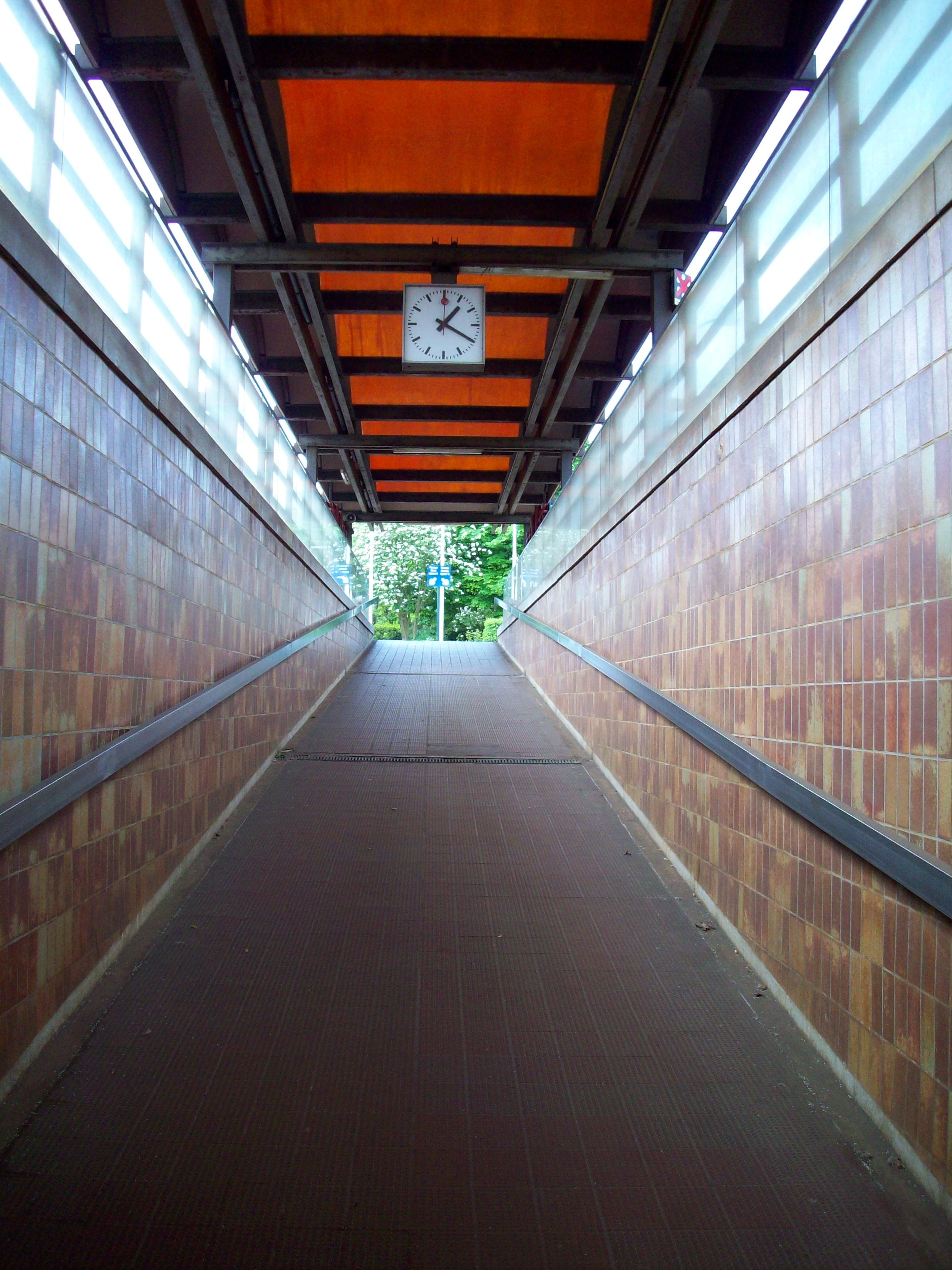
Foto van de helling naar het eilandperron toe
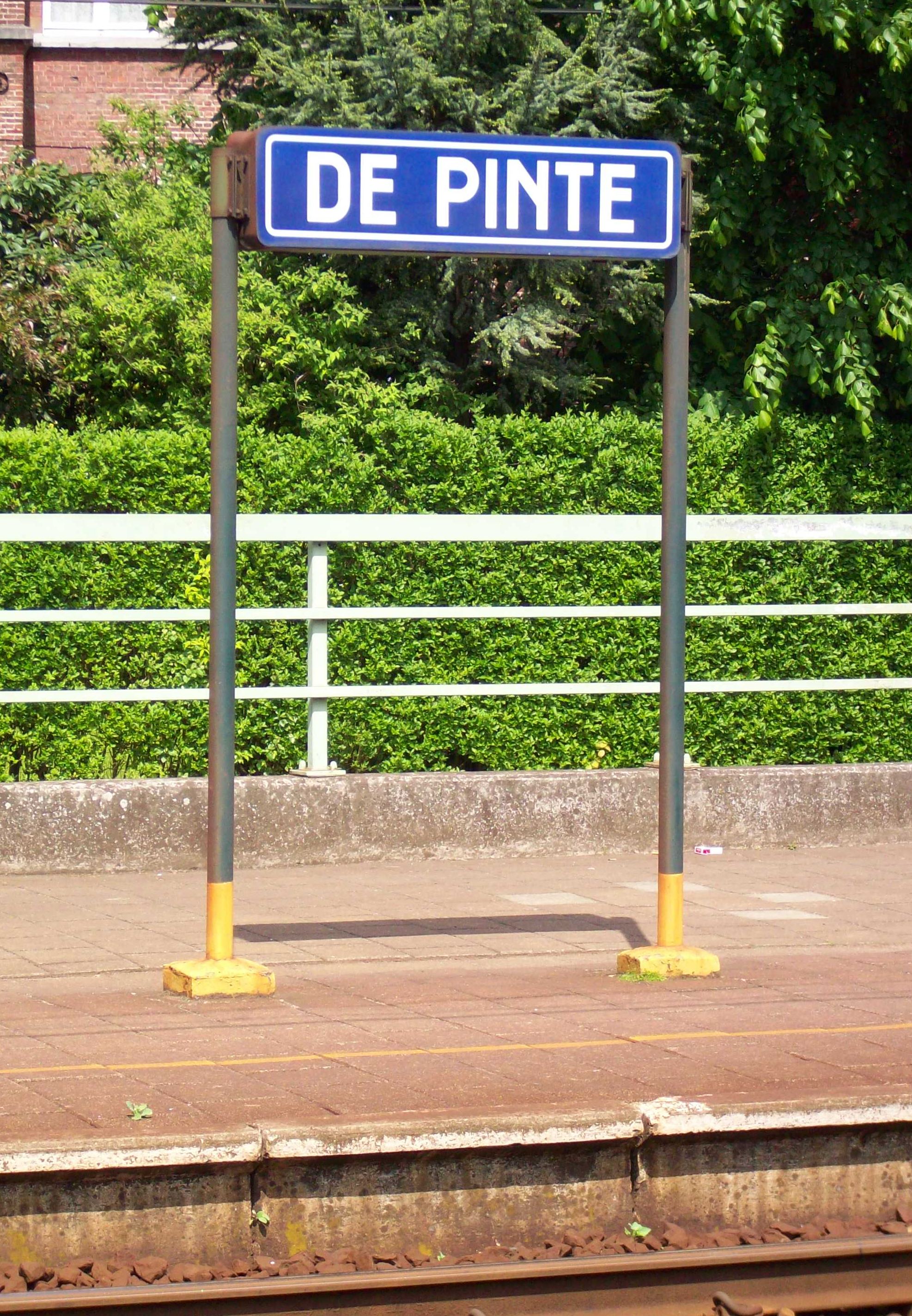
Naambord station De Pinte
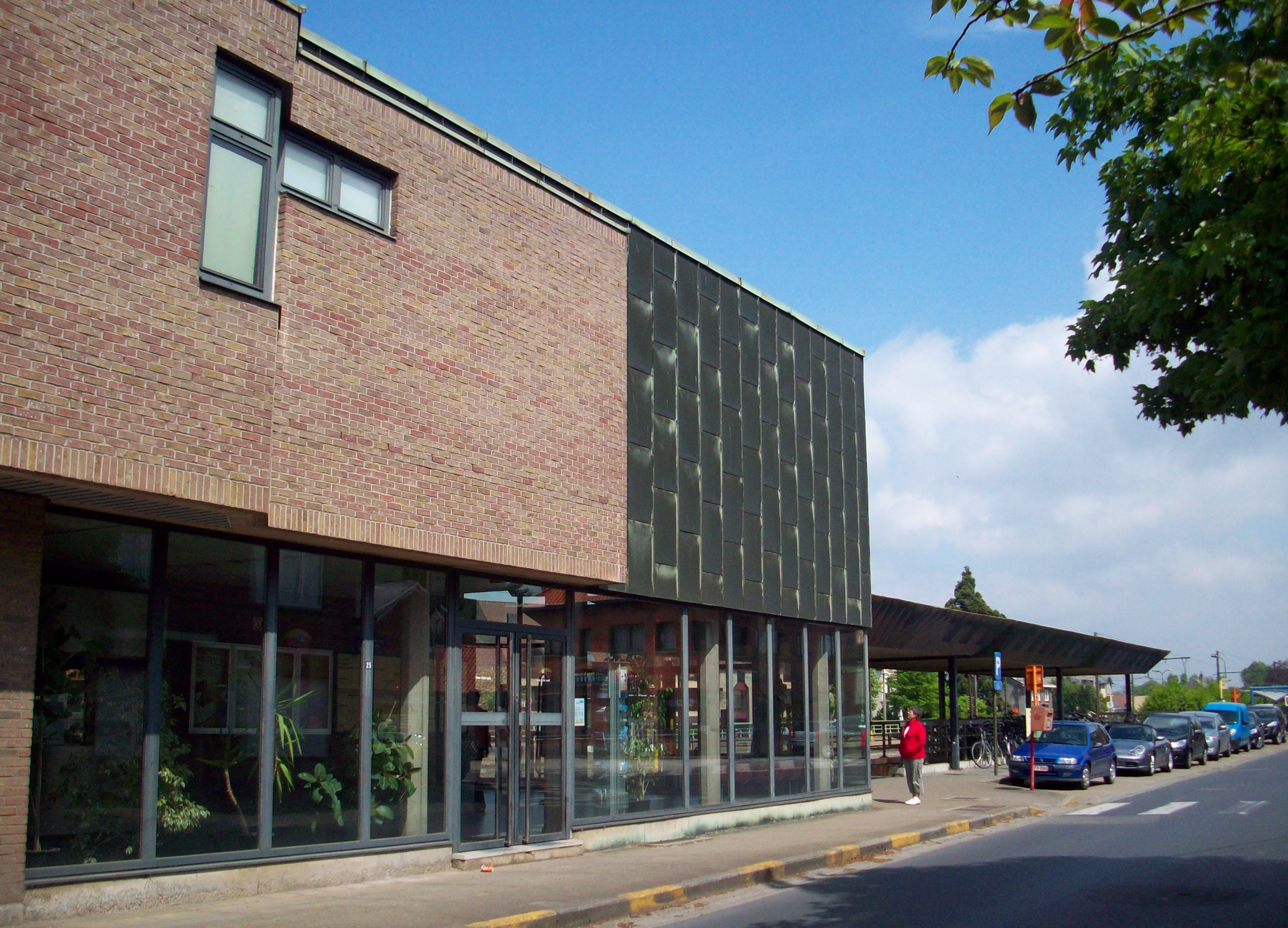
Stationsgebouw
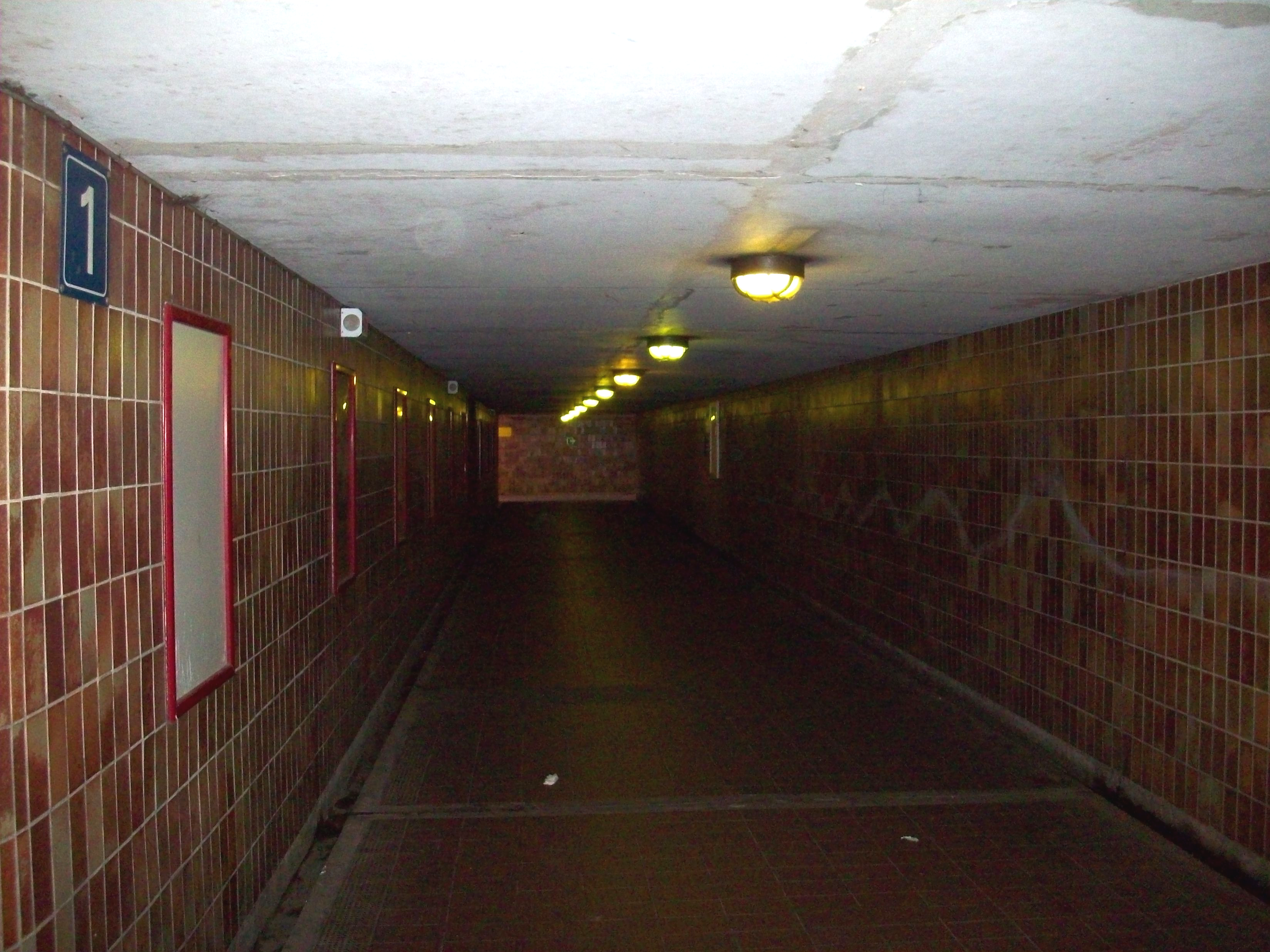
Verbindingsgang onder de sporen

## Treindienst
| Serie       | Treinsoort            | Route | Bijzonderheden |
| ----------- | --------------------- | --- | --- |
| IC 12       | Intercity (NMBS)      | [ Oostende – Brugge – ] Kortrijk – De Pinte – Gent-Sint-Pieters – Brussel-Zuid – Luik-Guillemins – Welkenraedt                         | Rijdt alleen op werkdagen. Eerste en laatste ritten van/naar Oostende.                                                   |
| IC 28       | Intercity (NMBS)      | Antwerpen-Centraal – Gent-Sint-Pieters – De Pinte – Lichtervelde – De Panne                                                            | Rijdt alleen op werkdagen.                                                                                               |
| IC 29       | Intercity (NMBS)      | [ De Panne – De Pinte – ] Gent-Sint-Pieters – Aalst – Brussel-Zuid – Brussels Airport-Zaventem – Leuven – Landen                       | Rijdt in het weekend De Panne - Brussel-Noord.                                                                           |
| L 850       | L-trein (NMBS)        | Mechelen – Dendermonde – Gent-Sint-Pieters – De Pinte – Kortrijk                                                                       | Rijdt alleen in het weekend.                                                                                             |
| S 51        | S-trein Gent (NMBS)   | Eeklo – Gent-Sint-Pieters – De Pinte – Oudenaarde – Ronse                                                                              | Rijdt op zondag 1×/2u.                                                                                                   |
| P 7000/8000 | Piekuurtrein (NMBS)   | [ Oostende – Brugge – ] / [ De Panne – De Pinte – ] / [ Poperinge – Ieper – Kortrijk – ] Gent-Sint-Pieters – Brussel-Zuid – Schaarbeek | Twee treinen per dag per richting. Een trein op zondagavond vanaf De Panne.                                              |
| P 7960/8960 | Piekuurtrein (NMBS)   | Geraardsbergen – Zottegem – Gent-Sint-Pieters                                                                                          | Rijdt alleen op werkdagen.                                                                                               |
| P 7995/8995 | Piekuurtrein (NMBS)   | [ De Panne – ] / [ Kortrijk – ] De Pinte – Gent-Sint-Pieters                                                                           | Rijdt alleen op werkdagen.                                                                                               |
| P 8890      | Piekuurtrein (NMBS)   | Poperinge – Ieper – Kortrijk – De Pinte – Gent-Sint-Pieters – Mechelen – Leuven – Sint-Joris-Weert                                     | Een trein op zondagavond.                                                                                                |
| ICT 6900    | Toeristentrein (NMBS) | Brussel-Noord – Brussel-Zuid – Gent-Sint-Pieters – De Pinte – De Panne                                                                 | Rijdt in juli en augustus.                                                                                               |
| S 53        | S-trein Gent (NMBS)   | Ronse – Oudenaarde – De Pinte – Gent-Sint-Pieters – Gent-Dampoort – Lokeren – Antwerpen-Centraal                                       | In het weekend wordt lijn S53 verlengd tot Antwerpen-Centraal, en vervangt daarmee lijn S34 van het Antwerpse S-netwerk. |

## Reizigerstellingen
De grafiek en tabel geven het gemiddeld aantal instappende reizigers weer op een week-, zater- en zondag.
| Tabel: aantal instappende reizigers station De Pinte | Tabel: aantal instappende reizigers station De Pinte | Tabel: aantal instappende reizigers station De Pinte | Tabel: aantal instappende reizigers station De Pinte |
|                                                      | Weekdag                                              | Zaterdag                                             | Zondag                                               |
| ---------------------------------------------------- | ---------------------------------------------------- | ---------------------------------------------------- | ---------------------------------------------------- |
| 1977                                                 | 800                                                  | 189                                                  | 129                                                  |
| 1978                                                 | 804                                                  | 155                                                  | 129                                                  |
| 1979                                                 | 803                                                  | 188                                                  | 111                                                  |
| 1980                                                 | 912                                                  | 230                                                  | 123                                                  |
| 1981                                                 | 1 083                                                | 217                                                  | 124                                                  |
| 1982                                                 | 1 111                                                | 210                                                  | 151                                                  |
| 1983                                                 | 1 183                                                | 216                                                  | 175                                                  |
| 1984                                                 | 1 150                                                | 253                                                  | 179                                                  |
| 1985                                                 | 1 282                                                | 283                                                  | 291                                                  |
| 1986                                                 | 1 348                                                | 302                                                  | 210                                                  |
| 1987                                                 | 1 343                                                | 267                                                  | 227                                                  |
| 1988                                                 | 1 597                                                | 314                                                  | 292                                                  |
| 1989                                                 | 1 375                                                | 303                                                  | 212                                                  |
| 1990                                                 | 1 615                                                | 418                                                  | 288                                                  |
| 1991                                                 | 1 551                                                | 336                                                  | 293                                                  |
| 1992                                                 | 1 294                                                | 325                                                  | 228                                                  |
| 1993                                                 | 1 586                                                | 405                                                  | 268                                                  |
| 1994                                                 | 1 634                                                | 339                                                  | 214                                                  |
| 1995                                                 | 1 489                                                | 309                                                  | 253                                                  |
| 1996                                                 | 1 551                                                | 347                                                  | 241                                                  |
| 1997                                                 | 1 612                                                | 390                                                  | 261                                                  |
| 1998                                                 | 1 516                                                | 356                                                  | 314                                                  |
| 1999                                                 | 1 499                                                | 314                                                  | 196                                                  |
| 2000                                                 | 1 425                                                | 264                                                  | 310                                                  |
| 2001                                                 | 1 303                                                | 282                                                  | 197                                                  |
| 2002                                                 | 1 285                                                | 353                                                  | 287                                                  |
| 2003                                                 | 1 344                                                | 298                                                  | 260                                                  |
| 2004                                                 | 1 286                                                | 306                                                  | 266                                                  |
| 2005                                                 | 1 406                                                | 437                                                  | 327                                                  |
| 2006                                                 | 1 447                                                | 366                                                  | 334                                                  |
| 2007                                                 | 1 393                                                | 400                                                  | 364                                                  |
| 2008                                                 | -                                                    | -                                                    | -                                                    |
| 2009                                                 | 1 456                                                | 635                                                  | 303                                                  |
| 2010                                                 | -                                                    | -                                                    | -                                                    |
| 2011                                                 | -                                                    | -                                                    | -                                                    |
| 2012                                                 | 1 489                                                | 382                                                  | 364                                                  |
| 2013                                                 | 1 458                                                | 389                                                  | 324                                                  |
| 2014                                                 | 1 567                                                | 366                                                  | 417                                                  |
| 2015                                                 | 1 482                                                | 366                                                  | 328                                                  |
| 2016                                                 | 1 664                                                | 308                                                  | 282                                                  |
| 2017                                                 | 1 605                                                | 356                                                  | 413                                                  |
| 2018                                                 | 1 661                                                | 477                                                  | 345                                                  |
| 2019                                                 | 1 569                                                | 431                                                  | 420                                                  |
| 2020                                                 | 993                                                  | 272                                                  | 217                                                  |
| 2021                                                 | -                                                    | -                                                    | -                                                    |
| 2022                                                 | 1 618                                                | 511                                                  | 512                                                  |
| 2023                                                 | 1 685                                                | 473                                                  | 473                                                  |
| 2024                                                 | 1 681                                                | 502                                                  | 352                                                  |

0: Gent-Sint-Pieters ·
3,7: Sint-Denijs-Westrem ·
5,0: Hemelrijk ·
6,1: De Pinte ·
9,0: Broekstraat ·
9,8: Deurle ·
12,1: Muizenhol ·
13,1: Beekstraat ·
13,8: Astene ·
15,1: Deinze ·
19,0: Machelen ·
22,0: Olsene ·
24,4: Zulte ·
27,3: Waregem ·
31,8: Desselgem ·
33,9: Beveren-Leie ·
36,1: Harelbeke ·
41,4: Kortrijk ·
42,2: Kortrijk-Vorming ·
43,9: Marke ·
46,5: Lauwe ·
49,8: Aalbeke ·
53,8: Moeskroen
0,0: De Pinte ·
4,5: Eke-Nazareth ·
8,0: Gavere-Asper ·
10,5: Zingem ·
13,3: Heurne ·
15,2: Eine ·
18,0: Oudenaarde ·
20,2: Leupegem ·
23,8: Etikhove ·
28,1: Louise-Marie ·
29,4: Marijve ·
31,7: Ronse ·
35,1: Dergneau ·
37,2: Anvaing ·
39,8: Ellignies ·
41,6: Frasnes-lez-Anvaing ·
46,3: Grandmetz ·
49,2: Leuze ·
53,2: Tourpes ·
56,0: Thumaide ·
57,1: Basècles ·
58,8: Basècles-Groeven